# Le Grand Ouest Toulousain
Le Grand Ouest Toulousain (bis 7. März 2022: Communauté de communes de la Save au Touch) ist ein französischer Gemeindeverband mit der Rechtsform einer Communauté de communes im Département Haute-Garonne in der Region Okzitanien. Er wurde am 24. Dezember 1999 gegründet und umfasst acht Gemeinden. Der Verwaltungssitz befindet sich in Plaisance-du-Touch.

## Historische Entwicklung
Am 1. Mai 2023 trat die Gemeinde Fontenilles aus der Communauté de communes de la Gascogne Toulousaine aus und schloss sich gleichzeitig diesem Gemeindeverband an.

## Mitgliedsgemeinden
| Gemeinde                  | Einwohner 1. Januar 2022 | Fläche km² | Dichte Einw./km² | Code INSEE | Postleitzahl |
| ------------------------- | ------------------------ | ---------- | ---------------- | ---------- | ------------ |
| Fontenilles               | 5.869                    | 20,22      | 290              | 31188      | 31470        |
| La Salvetat-Saint-Gilles  | 8.477                    | 5,75       | 1.474            | 31526      | 31880        |
| Lasserre-Pradère          | 1.590                    | 14,40      | 110              | 31277      | 31530        |
| Léguevin                  | 9.710                    | 24,45      | 397              | 31291      | 31490        |
| Lévignac                  | 2.206                    | 12,22      | 181              | 31297      | 31530        |
| Mérenvielle               | 480                      | 10,45      | 46               | 31339      | 31530        |
| Plaisance-du-Touch        | 20.471                   | 26,53      | 772              | 31424      | 31830        |
| Sainte-Livrade            | 256                      | 6,16       | 42               | 31496      | 31530        |
| Le Grand Ouest Toulousain | 49.059                   | 120,18     | 408              | –          | –            |

## Änderungen im Gemeindebestand
2018: Fusion Lasserre und Pradère-les-Bourguets → Lasserre-Pradère